# Mirza Shirazi
Pour les articles homonymes, voir Shirazi.
Mirza Shirazi ou Seyyed Mohammad Hassan Hosseini Shirazi, né le 25 avril 1814 et mort le 20 février 1895, est célèbre pour avoir émis en 1891, sous le règne du souverain Qajar Nāser ad-Din Schāh (Nassereddine Shah), une fatwa prohibant la consommation de tabac tant que l'État ne serait pas revenu sur sa décision de concéder en régie l'ensemble du commerce du tabac au Britannique Gerald Talbot. Cette fatwa a eu un grand retentissement : elle a mobilisé les clercs et contribué à leur rapprochement avec les commerçants du bazar, rapprochement qui contribuera au succès du mouvement révolutionnaire de 1906.

## Histoire

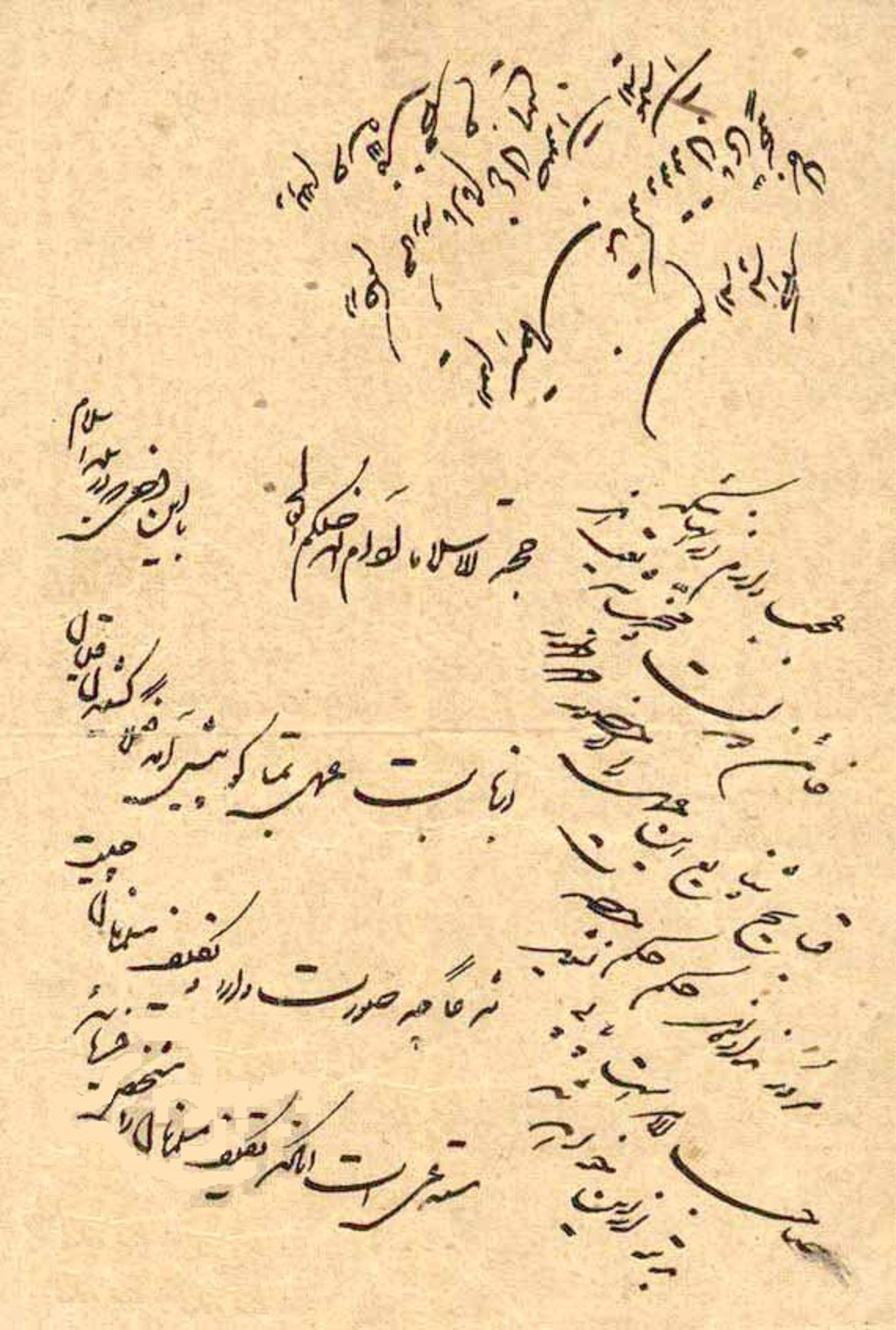
Verdict de protestation contre le tabac rendu par Mirza Shirazi en 1891

## Biographie
Né à Shiraz, en Perse, Mirza Shirazi a commencé son éducation religieuse islamique à l'âge de quatre ans. Il a terminé ses études élémentaires à l'âge de huit ans et à l'âge de 12 ans, il a commencé des cours avancés de jurisprudence et de méthodologie au séminaire de Shiraz. il est ensuite allé poursuivre ses études à Ispahan et dans la ville sainte chiite de Karbala en Irak. À 29 ans, il a été l'élève du cheikh Morteza Ansari à Najaf. À la mort d'Ansari en 1864, Shirazi a pris sa suite. En 1874, il s'installe à Samarra, où il fonde le premier séminaire chiite de la ville.
Parmi ses étudiants notables figuraient son gendre, Sayyid Ali Akbar Falassiri, qui a proposé des sanctions, Seyed Mohammad Kazem Yazdi, Mullah Mohammad Kazem Khorasani, Mirza Mohammad Taghi Shirazi (Mirza II), Cheikh Fazlollah Nouri Tabrizi, Mirza Hossein Nouri Tabari et Mirza Ismail Shirazi. Il est décédé à Samarra à l'âge de 80 ans et son corps a été enterré dans la Mosquée de l'imam Ali.

## Activités politiques et sociales
- La fatwa que Mirza Shirazi a émise en 1891 de la ville de Samarra où il résidait a eu un impact important. En prohibant la consommation du tabac, elle a donné une dimension religieuse à une action politique, puisqu'il s'agissait de lutter contre l'exploitation par des intérêts britanniques d'un secteur de l'économie iranienne. Mirza Shirazi a ainsi aujourd'hui l'image d'un clerc ayant lutté avec succès contre l'impérialisme. Devant l'ampleur de la mobilisation, Nasir al-Din Shah Qajar a en effet dû annuler le contrat de concession et verser une indemnité compensatoire à Talbot[1].
- Défendre les chiites opprimés en Afghanistan en 1309 AH
- Création l'unité chiite en l'an 1311 AH
- Former et envoyer des missionnaires, en particulier dans les zones sensibles et moins importantes, comme l'Inde, le Cachemire, l'Afghanistan, le Caucase, ... et l'Irak.
- L'Iran enverra son représentant dans des zones sensibles comme le martyr Mostafa Mousavi
- Il a joué un rôle dans la formation de clercs qui joueront un rôle important pendant la période de la révolution constitutionnelle, comme le Cheikh Fazlollah Noori, Aghanajafi Isfahani,. . .

## Étudiants notables
- Cheikh Fazlollah Noori
- Mirza Husain Noori Tabarsi
- Ismail as-Sadr
- Abdul-Karim Ha'eri Yazdi, fondateur du séminaire Qom
- Mohammed Kazem Yazdi
- Ali Tabatabaei
- Muhammad Hossein Naini
- Mohammad-Kazem Khorasani

## références
1. ↑  Politics, Protest and Piety in Qajar Iran, Tobacco Protest (lire en ligne)